# Filicum Species
Filicum Species (abreviado Fil. Spec.) es un libro con ilustraciones y descripciones botánicas que fue escrito por el médico, botánico, pteridólogo micólogo y naturalista alemán, Heinrich Friedrich Link. Fue publicado en el año 1841 con el nombre de Filicum Species in Horto Regio Botanico Berolinensi Cultae. Berolini.